# Alcestis romani
Alcestis romani är en insektsart som beskrevs av Frederick Arthur Godfrey Muir 1931. Alcestis romani ingår i släktet Alcestis och familjen Tropiduchidae. Inga underarter finns listade i Catalogue of Life.